# Telefonsex
Telefonsex er en telefonsamtale med sex som hovedemne og i de fleste tilfælde med mindst den ene samtalepartners seksuelle tilfredsstillelse som mål.
Telefonsex kan både ske mellem etablerede seksualpartnere eller som sexarbejde (en seksuel tjenesteydelse).
| Sex | Spire Denne artikel om sex eller sexologi er en spire som bør udbygges. Du er velkommen til at hjælpe Wikipedia ved at udvide den. |